# Innovationskontor
Ett innovationskontor är en servicefunktion vid ett lärosäte med uppgift att öka nyttiggörande av forskning. Regeringen beslutade 2009 att inrätta åtta stycken innovationskontor vid svenska universitet. 2012 riktade regeringen anslag till ytterligare fyra. 2018 tillkom Malmö universitet innovationskontor i samband med att Malmö högskola blev universitet. År 2022 grundade även Mälardalens universitet det 14.de innovationskontoret.

## Bakgrund
I propositionen "Ett lyft för forskning och innovation" (Prop. 2008/09:50) gjorde regeringen bedömningen att sju namngivna lärosäten skulle ges möjlighet att vardera utveckla ett innovationskontor. Vidare angav regeringen att fyra av de nyaste universiteten tillsammans bör få möjlighet att utveckla ett gemensamt innovationskontor. I propositionen sägs att: 
| ” | I innovationskontorens uppgifter bör ingå att ge kvalificerat stöd i frågor om nyttiggörande av forskningsresultat bl.a. inom kommersialisering inklusive patentering och licensiering, kunskapsutbyte och principer för kontraktsforskning. Vidare bör innovationskontoren inspirera, informera och stimulera forskare m.fl. till innovationer. Motivet för att inrätta innovationskontor är att effektivisera nyttiggörandet av forskning och således att bidra till att skapa nytta för samhället och näringslivet. | „ |

## De svenska innovationskontoren 2024
Innovationskontoren placerades på följande universitet, med följande namn: 
1. Chalmers tekniska högskola, Chalmers innovationskontor
2. Göteborgs universitet, Forsknings- och innovationskontoret vid Göteborg Universitet
3. Karolinska institutet, KI Innovations
4. Kungliga Tekniska högskolan, KTH Innovation
5. Linköpings universitet, LiU Innovation
6. Luleå tekniska universitet, LTU Business AB
7. Lunds universitet, Innovationskontor Syd (LU Innovation)
8. Mittuniversitetet samordnar Karlstads universitet, Linnéuniversitetet samt Örebro universitet, Fyrklövern
9. Malmö universitet, Malmö Innovationskontor
10. Stockholms universitet
11. Sveriges lantbruksuniversitet, SLU Holding
12. Umeå universitet, Innovationskontor Norr
13. Uppsala universitet, UU Innovation
14. Mälardalens universitet, MDU Idélab